# オーペライカ (アラバマ州)
オーペライカ（Opelika）は、アメリカ合衆国アラバマ州の都市。リー郡の郡庁所在地である。人口は3万0995人（2020年）。オーバーンと隣接している。

## 地理
隣のオーバーンには州立のオーバーン大学が立地している。州間高速道路85号線を西へ90キロメートル行くと州都モンゴメリーがある。東へ160キロメートル行くとジョージア州の州都アトランタがある。

## 歴史
名称は先住民のクリーク族の地名から来ている。意味は「大きな沼」である。ヨーロッパ人の入植は1832年に始まり1854年には町として法人化した。

## 住民
2020年アメリカ合衆国国勢調査によれば、市の人口の約55パーセントは白人、約38パーセントは黒人だった。

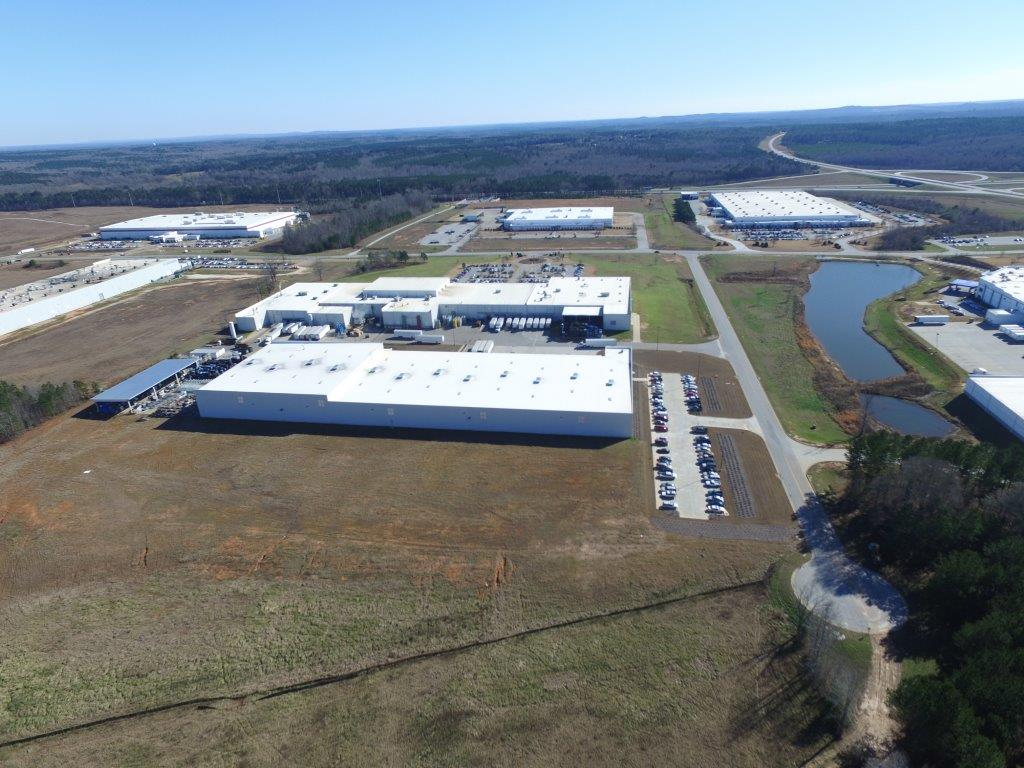
郊外の工業団地